# Veronica orientalis
Veronica orientalis là một loài thực vật có hoa trong họ Mã đề. Loài này được Mill. miêu tả khoa học đầu tiên.